# Phyllanthus nutans
Phyllanthus nutans är en emblikaväxtart som beskrevs av Olof Swartz. Phyllanthus nutans ingår i släktet Phyllanthus och familjen emblikaväxter.

## Underarter
Arten delas in i följande underarter:
- P. n. grisebachianus
- P. n. nutans